# Trapped in a Dating Sim: The World of Otome Games is Tough for Mobs
Trapped in a Dating Sim: The World of Otome Games is Tough for Mobs (乙女ゲー世界はモブに厳しい世界です, Otomegē Sekai wa Mobu ni Kibishii Sekai Desu) est une série de light novel japonaise écrite par Yomu Mishima et illustrée par Monda. Elle prend initialement la forme d'un roman en ligne publié sur la plateforme Shōsetsuka ni narō entre le 1er octobre 2017 et le 15 octobre 2019, pour un total de sept parties et 176 chapitres.
La série est ensuite publiée au format light novel par Micro Magazine sous le label GC Novels à partir du 30 mai 2018. Une adaptation en manga dessinée par Jun Shiosato est prépubliée depuis le 5 octobre 2018, initialement dans le Niconico Seiga et désormais dans le Monthly Dragon Age. Une version française du manga est éditée par Delcourt/Tonkam sous le titre Mon destin… entre les mains des femmes.
Une série d'animation, réalisée par ENGI, est diffusée d'avril à juin 2022. Hors de l'Asie, cette diffusion est assurée par Crunchyroll. Une seconde saison est en cours de production.

## Synopsis
L'histoire commence lorsque Léon, banal employé de bureau, meurt et est réincarné dans un jeu vidéo otome auquel sa sœur l'a forcé à jouer. Il atterrit dans un Royaume nommé Holfort, dans lequel les femmes règnent en maître. L'intrigue tourne autour de Léon, semant le trouble dans son nouveau monde en utilisant sa connaissance du jeu de sa vie passée, trouvant le Luxion, un objet surpuissant, et s'inscrivant à l'Académie de Holtfort. Il tente de vivre une vie normale, mais, à travers ses actions, il se retrouve impliqué dans toutes sortes d'intrigues, tout en se mêlant à la royauté et aux autres personnages du jeu otome.

## Personnages
Léon Fou Bartfart (リオン・フォウ・バルトファルト, Rion Fō Barutofaruto)
Voix japonaise : Takeo Ōtsuka, voix française : Jean-Stan DuPac,
Le protagoniste de la série. Après sa mort, il se réincarne dans le monde du jeu otome. Il a les cheveux noirs, les yeux et l'apparence moyenne, avec des traits simples qui lui permettent de se fondre dans l'arrière-plan. Bien qu'il méprise les gens trop orgueilleux, Léon lui-même peut faire preuve d'arrogance à propos de ses capacités, car il sait que cette démonstration de supériorité nuit à la confiance et à la fierté de son adversaire. Il ne perd donc pas une occasion d'écraser mentalement ses adversaires. Bien qu'il essaie d'éviter les ennuis et de ne pas interférer avec le scénario du monde du jeu otome, il se retrouve souvent à interférer avec l'intrigue. Pour ses amis, il est prêt à risquer sa vie.
Olivia (オリヴィア, Orivia)
Voix japonaise : Kana Ichinose, voix française : Clotilde Verry,
Le protagoniste du premier jeu otome, avec qui Léon se lie d'amitié. Elle a les cheveux châtain clair et des yeux bleu-vert. C'est une fille modeste, très gentille et douce avec les gens. Malgré sa gentillesse et sa modestie, elle manque constamment de confiance en elle. C'est la conséquence de sa nature de roturière fréquentant une école majoritairement peuplée de nobles méprisants. Contrairement au scénario du jeu, Olivia est amoureuse de Léon.
Angelica Rapha Redgrave (アンジェリカ・ラファ・レッドグレイブ, Anjerika Rafa Reddogureibu)
Voix japonaise : Fairouz Ai, voix française : Cindy Tempez,
La méchante principale du premier jeu otome, avec qui Léon se lie d'amitié. Elle a les cheveux blonds et de féroces yeux rouges.  À cause de l'ingérence de Marie, les péripéties qui étaient celles d'Olivia dans le jeu deviennent celles d'Angelica. De plus, elle devient la meilleure amie d'Olivia et l'une des fiancées de Léon.
Luxion (ルクシオン, Rukushion)
Voix japonaise : Akira Ishida, voix française : Stéphane Marais,
Objet d'intelligence artificielle doté d'une personnalité propre, Luxion assiste Léon au quotidien. Son corps principal est un dirigeable noir géant semblable à un vaisseau spatial. Toutefois, pour se déplacer Luxion se change en une petite boule de métal.
Marie Fou Lafan (マリエ・フォウ・ラーファン, Marie Fō Rāfan)
Voix japonaise : Ayane Sakura, voix française : Valerie Bescht
Elle est la fille d'une famille de vicomtes. Elle a de longs cheveux blonds et des yeux couleur bleu ciel. Elle est petite, avec une petite poitrine et un corps mince. Elle passe pour une jeune fille gentille et timide. En réalité, c'est une personne manipulatrice et égoïste. Elle manipule les autres sans hésiter pour son propre profit. Elle était la sœur de Léon avant sa réincarnation.
Julius Rapha Holfart (ユリウス・ラファ・ホルファート, Yuriusu Rafa Horufāto)
Voix japonaise : Kenichi Suzumura, voix française : Stéphane Marais,
Il est l'une des principales cibles des personnages féminins de la première série du jeu otome et le prince héritier du royaume de Holfort. Il est considéré comme un idiot par Marie et Léon.
Jilk Fia Marmoria (ジルク・フィア・マーモリア, Jiruku Fia Māmoria)
Voix japonaise : Kohsuke Toriumi, voix française : Adrien Larmande,
Brad Fou Field (ブラッド・フォウ・フィールド, Buraddo Fō Fīrudo)
Voix japonaise : Shinnosuke Tachibana (en), voix française : Thomas Sagols,
Chris Fia Arclight (クリス・フィア・アークライト, Kurisu Fia Ākuraito)
Voix japonaise : Kōji Yusa, voix française : Jean-Rémi Tichit,
Greg Fou Seberg (グレッグ・フォウ・セバーグ, Gureggu Fō Sebāgu)
Voix japonaise : Nobuyuki Hiyama, voix française : Romain Altché,
Noelle Zel Lespinasse (ノエル・ジル・レスピナス, Noeru Jiru Resupinasu)
La protagoniste de la suite du jeu otome . Elle est la première fille de la famille Lespinasse et une élève de deuxième année de lycée à la Commonwealth Academy. Elle est la sœur jumelle aînée de Leila. Elle devient la troisième fiancée de Léon.
Leila Zel Lespinasse (レリア・ジル・レスピナス, Reria Jiru Resupinasu)
Elle est la plus jeune fille de la maison Beltre. Elle est la sœur jumelle de Noelle. Comme Léon et Marie, elle s'est également réincarnée dans ce monde.
Louise Sara Rault (ルイーゼ・サラ・ラウルト, Ruīze Sara Rauruto)
La fille aînée de la famille Rault et une lycéenne de troisième année à l'Académie Alzer. Elle se prend d'affection pour Léon à cause de sa ressemblance avec son jeune frère décédé dans son enfance également prénommé Léon.

## Productions et supports

### Light novel
La série est initialement auto-publiée par Yomu Mishima sous la forme d'un roman en ligne. Le light novel écrit par l'auteur est illustré par Monda. Micro Magazine publie douze volumes sous le label GC Novels à partir du 30 mai 2018.

#### Liste des volumes
| no | Japonais         | Japonais          |
| no | Date de sortie   | ISBN              |
| -- | ---------------- | ----------------- |
| 1  | 30 mai 2018      | 978-4-89637-753-8 |
| 2  | 30 octobre 2018  | 978-4-89637-830-6 |
| 3  | 29 mars 2019     | 978-4-89637-864-1 |
| 4  | 30 août 2019     | 978-4-89637-911-2 |
| 5  | 30 janvier 2020  | 978-4-89637-975-4 |
| 6  | 30 juillet 2020  | 978-4-86716-033-6 |
| 7  | 30 janvier 2021  | 978-4-86716-106-7 |
| 8  | 30 juin 2021     | 978-4-86716-157-9 |
| 9  | 30 novembre 2021 | 978-4-86716-214-9 |
| 10 | 30 mai 2022      | 978-4-86716-299-6 |
| 11 | 28 décembre 2022 | 978-4-86716-367-2 |
| 12 | 31 juillet 2023  | 978-4-86716-451-8 |
| 13 | 29 mars 2024     | 978-4-86716-555-3 |

### Manga
Une adaptation manga dessinée par Jun Shiosato est prépubliée à partir du 5 octobre 2018. D'abord sur le site de mangas en ligne Dra Dra Sharp, puis dans le Monthly Dragon Age à partir du 8 janvier 2022. La série est ensuite publiée sous le label Dragon Comics Age par Fujimi Shobo, et compilée en onze volumes tankōbon au 8 septembre 2023.
Une version française est éditée par Delcourt/Tonkam, avec un premier tome paru le 15 juin 2022.
Une série dérivée intitulée The World of Otome Games’ Kindergarten is Tough for Mobs, en japonais Otomege youchien wa mobu ni kibishii youchien desu (乙女ゲー幼稚園はモブに厳しい幼稚園です), est publiée chez Dragon Comics Age, et pré-publiée sur Comic Walker. Le premier volume relié sort le 7 avril 2023.

#### Liste des tomes (série principale)
| no | Japonais         | Japonais          | Français          | Français          |
| no | Date de sortie   | ISBN              | Date de sortie    | ISBN              |
| -- | ---------------- | ----------------- | ----------------- | ----------------- |
| 1  | 8 juin 2019      | 978-4-04073-204-6 | 15 juin 2022      | 978-2-4130-4561-8 |
| 2  | 9 septembre 2019 | 978-4-04073-321-0 | 28 septembre 2022 | 978-2-4130-4562-5 |
| 3  | 9 avril 2020     | 978-4-04073-613-6 | 1er février 2023  | 978-2-4130-4563-2 |
| 4  | 7 août 2020      | 978-4-04073-770-6 | 3 mai 2023        | 978-2-4130-4564-9 |
| 5  | 9 décembre 2020  | 978-4-04073-901-4 | 16 août 2023      | 978-2-4130-4565-6 |
| 6  | 9 juillet 2021   | 978-4-04074-171-0 | 15 novembre 2023  | 978-2-4130-7762-6 |
| 7  | 8 janvier 2022   | 978-4-04074-384-4 | 27 mars 2024      | 978-2-4130-7767-1 |
| 8  | 9 mai 2022       | 978-4-04074-528-2 | —                 |                   |
| 9  | 7 octobre 2022   | 978-4-04074-714-9 | —                 |                   |
| 10 | 7 avril 2023     | 978-4-04074-934-1 | —                 |                   |
| 11 | 8 septembre 2023 | 978-4-04075-124-5 | —                 |                   |

### Anime
Une adaptation en série télévisée d'animation produite par le studio ENGI est annoncée le 25 novembre 2021. Elle est réalisée par Kazuya Miura et Shin'ichi Fukumoto, avec Kenta Ihara écrivant les scripts, Masahiko Suzuki concevant les personnages et Kana Hashiguchi et Show Aratame composant la musique. La série est diffusée du 3 avril 2022 au 19 juin 2022 sur AT-X, Tokyo MX, ytv et BS NTV,. 
La chanson de l'opening, intitulée Silent Minority est chantée par Kashitarō Itō, tandis l'ending intitulée Selfish est interprétée par Riko Azuna. 
Crunchyroll diffuse la série hors de l'Asie. Depuis le 17 avril 2022, une version française est également diffusée par la plateforme,, celle-ci est dirigée par Stéphane Marais, par des dialogues adaptés de Juliette Duffy. 
Le 26 décembre 2022, une deuxième saison de la série est annoncée.

#### Liste des épisodes
| No | Titre français                               | Titre japonais                               | Titre japonais                                        | Date de 1re diffusion |
| No | Titre français                               | Kanji                                        | Rōmaji                                                | Date de 1re diffusion |
| -- | -------------------------------------------- | -------------------------------------------- | ----------------------------------------------------- | --------------------- |
| 1  | Je déteste cet univers                       | 俺はこの世界が嫌いだ                         | Ore wa kono sekai ga kirai da                         | 3 avril 2022          |
| 2  | Un thé, jeune fille ?                        | そこの彼女 お茶してかない？                  | Soko no kanojo ocha shitekanai?                       | 10 avril 2022         |
| 3  | Battons-nous en duel, Votre Altesse          | 決闘しようぜ、王子様                         | Kettō shiyō ze, ōji-sama                              | 17 avril 2022         |
| 4  | Je peux me retenir, vous savez ?             | 手加減してやってもいいかな？                 | Tekagen shite yatte mo ī ka na?                       | 24 avril 2022         |
| 5  | C'est le pied                                | 最高だね                                     | Saikō da ne                                           | 1er mai 2022          |
| 6  | Mon premier festival                         | 学園祭って初めてなの                         | Gakuensai tte Hajimete na no                          | 8 mai 2022            |
| 7  | Je déteste les beaux gosses                  | 同じイケメン嫌い                             | Onaji ikemen-girai                                    | 15 mai 2022           |
| 8  | Je fais pas ça pour m'amuser                 | こっちも遊びじゃねえんだよ                   | Kotchi mo asobi ja nēn da yo                          | 22 mai 2022           |
| 9  | Une fille pratique                           | 都合のいい女子ですから                       | Tsugō no ii joshi desu kara                           | 29 mai 2022           |
| 10 | Contrairement à un faux noble                | エセ貴族とは違って                           | Ese kizoku to wa chigatte                             | 5 juin 2022           |
| 11 | Ce qui est en mon pouvoir                    | 今、私にできることを                         | Ima, watashi ni dekiru koto o                         | 12 juin 2022          |
| 12 | Même si cet univers de jeu de drague est dur | たとえどれだけ、この乙女ゲー世界が厳しくても | Tatoe dore dake, kono otomegē sekai ga kibishikute mo | 19 juin 2022          |